# Gheorghe Liliac
Gheorghe Liliac (n. 22 aprilie 1959, Dorohoi, Botoșani, România) este un fotbalist român, care a fost în lotul echipei naționale a României la Campionatul Mondial de Fotbal din 1990. A câștigat cu Steaua 2 campionate ale Romaniei 1987-1988 și 1988 - 1989 ,Cupa României în anul 1988, are in palmares o finala de Liga Campionilor  1989 și o seminfinala de LIGA Campionilor cu Steaua Bucuresti 1988,o calificare in Cupa UEFA cu Petrolul Ploiești 1990
Acum antreneaza copii și juniori a Petrolului Ploiești.